# Jelle Wallays
Jelle Wallays (Roeselare, Flandes Occidental, 11 de maig de 1989) és un ciclista belga, professional des del 2010 i fins al 2023. En el seu palmarès destaca la París-Tours de 2014 repetint l'èxit que havia aconseguit 4 anys abans en la mateixa prova en categoria sub-23.

## Palmarès
- 2007
  - Vencedor d'una etapa a la Cursa de la Pau júnior
  - Vencedor d'una etapa a la Cursa de la Sint-Martinusprijs Kontich
- 2010
  - 1r a la París-Tours sub-23
  - 1r al Gran Premi Criquielion
  - Vencedor d'una etapa a la Volta a la Província de Namur
- 2013
  - Vencedor d'una etapa a la World Ports Classic
- 2014
  - 1r a la París-Tours
  - 1r al Circuit de Houtland
- 2015
  - 1r a l'A través de Flandes
  - 1r al Gran Premi Criquielion
  - 1r al Duo Normand (amb Victor Campenaerts)
- 2016
  - 1r al Gran Premi Pino Cerami
- 2018
  - Vencedor d'una etapa a la Volta a San Juan
  - Vencedor d'una etapa a la Volta a Espanya
- 2019
  - 1r a la París-Tours

### Resultats a la Volta a Espanya
- 2016. 92è de la classificació general
- 2017. 151è de la classificació general
- 2018. 143è de la classificació general. Vencedor d'una etapa
- 2019. 144è de la classificació general